# Abarth 208A Spider Boano
De Abarth 208A Spider Boano is een automodel geproduceerd door het Italiaanse automerk Abarth. Er is één exemplaar van het model gebouwd.
In 1954 wilde Mario Felice Boano, die destijds bij Ghia werkte, een auto ontwerpen voor de Amerikaanse markt. Om zijn plannen te realiseren besloot hij met Carlo Abarth, de eigenaar van Abarth, samen te werken. Boano had al vaker samengewerkt met Abarth. Hij ontwierp samen met Giovanni Michelotti de auto in drie koetswerkstijlen, een Spider, de Convertible en een Coupé. De rest van de auto werd door Abarth geregeld, waaronder de aandrijflijn. Hij nam onder andere de motor, de versnellingsbak en de vering over van de Fiat 1100. De carburateurs en de uitlaat waren afkomstig van een al eerder ontworpen kit van Abarth. De motor van de Fiat 1100 met een inhoud van 1089 cc leverde een vermogen van 66 pk en kon een topsnelheid van 165 km/h halen. Abarth had het vermogen dat de motor leverde bijna vedubbelt; zo beschikte de motor eerst over 36 pk.
Het model werd voor het eerst aan het grote publiek gepresenteerd op de Turin Motor Show van 1955. De Amerikaanse importeur van Abarth, Tony Pompeo, bestelde twaalf auto's van de 207A, de 208A en de 209A. Er werden later geen bestellingen voor de auto meer gedaan.